# اریک هانی
اریک هانی (آلمانی: Eric Hänni؛ زادهٔ ۱۹ دسامبر ۱۹۳۸ – درگذشتهٔ ۲۵ دسامبر ۲۰۲۴) جودوکار اهل سوئیس بود.
وی در مسابقات کشوری و بین‌المللی در مجموع برندهٔ ۱ مدال نقره و ۱ مدال برنز شده‌است.
 هانی در ۲۵ دسامبر ۲۰۲۴، در سن ۸۶ سالگی درگذشت.